# Tsunami (canción de Katy Perry)
"Tsunami" es una canción de Katy Perry, de su quinto álbum de estudio, Witness, lanzado en 2017. "Tsunami" es la décima canción del álbum, colocada entre los dos sencillos "Chained to the Rhythm" y "Bon Appétit". Es la primera colaboración con el productor Mike Will Made It. En los textos, Katy compara una relación sexual con un hundimiento lento en el agua, y sus movimientos crean un tsunami.La música de la canción fue similar a la de los años 90 por los críticos, pero deslucida, pero la canción fue particularmente apreciada por los fan.

## Actuactiones en vivo
Katy ha incluido la canción en el Witness: The Tour. Durante la presentación en vivo de Tsunami, Katy realiza una lap dance muy sensual al principio y al final de la canción con un bailarín profesional, de nombre Fernando.